# Guernsey megye
Guernsey megye az Amerikai Egyesült Államokban, azon belül Ohio államban található. Megyeszékhelye és legnagyobb városa Cambridge. Lakosainak száma 38 438 fő (2020. április 1.). Guernsey megye Tuscarawas, Noble, Harrison, Belmont, Muskingum és Coshocton megyékkel határos.

## Népesség
A megye népességének változása:
| Lakosok száma | 40 106 | 39 858 | 39 835 | 39 636 | 39 258 | 38 438 |
|               | 2010   | 2011   | 2012   | 2013   | 2015   | 2020   |